# Nassington
Nassington est une paroisse civile et un village du Northamptonshire, en Angleterre.